# Nationalpark Aigüestortes i Estany de Sant Maurici

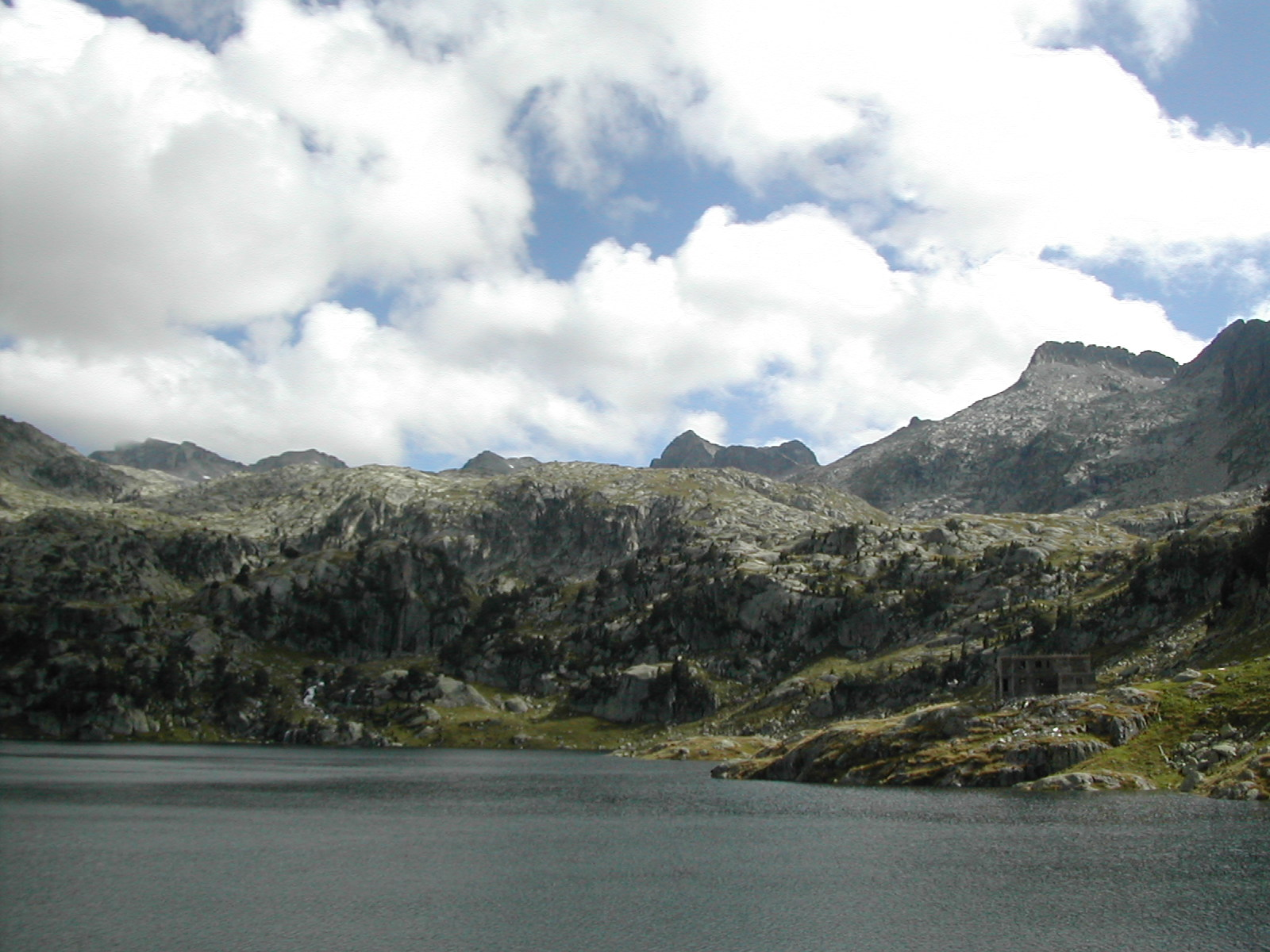
Llac major de Colomers

Der Nationalpark Aigüestortes i Estany de Sant Maurici liegt in den katalanischen Pyrenäen. Er wurde 1955 eingerichtet und ist der einzige Nationalpark in der autonomen Region Katalonien.
Der Name Aigüestortes geht auf die Mäander des Riu de Sant Nicolau (span. Río de San Nicolás) zurück und bedeutet so viel wie „gewundene Gewässer“. Estany de Sant Maurici ist der katalanische Name eines Sees im Park, der auf Spanisch Lago de San Mauricio heißt.
Der Nationalpark liegt im zentralen Bereich der Pyrenäen in der Provinz Lleida auf Teilen des Gebiets der Comarcas (Landkreise) Alta Ribagorça, Pallars Sobirà, Pallars Jussà und Val d’Aran. Er umfasst die Gemeindegebiete von Espot und Barruera.
Es lassen sich zwei klimatisch verschiedene Regionen unterscheiden. Im Westen (Aigüestortes) herrscht ein atlantisch geprägtes Hochgebirgsklima vor, die Niederschläge fließen in die Zuflüsse des Noguera Ribagorzana. Im Osten ist das Klima eher kontinental, Nebenflüsse des Noguera Pallaresa fließen dem See Estany de Sant Maurici zu.
Der größte Teil des Nationalparks liegt über 1000 m, einige Gipfel sind höher als 3000 m. Es gibt zahlreiche Karseen, die während der Eiszeiten entstanden. Zwei Täler fallen besonders auf: im Westen das Tal des Sant Nicolau mit seinen Wiesen und Mäandern, im Osten das Tal des Riu Escrita mit dem See Estany de Sant Maurici.
Wegen der großen Höhenunterschiede im Nationalpark gibt es viele unterschiedliche Ökosysteme: Wiesen, Äcker, sommergrüne Laubwälder in den unteren Lagen, immergrüne Nadelwälder in mittleren Lagen, Almwiesen und Felsen in den höchsten Lagen. Da der Nationalpark teilweise schwer zugänglich und schon seit vielen Jahren geschützt ist, blieben seine Pflanzen- und Tierwelt in einem relativ ursprünglichen Zustand. Dennoch hat der Mensch auch hier Spuren hinterlassen. Das Schutzgebiet wird heute für den Tourismus und die Weidewirtschaft genutzt. Seine Seen dienen als Reservoir für Wasserkraftwerke.

## Ausdehnung und Gliederung des Parks

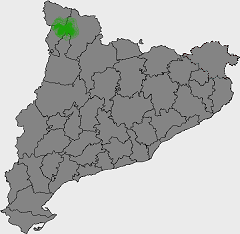
Lage des Nationalparks in Katalonien

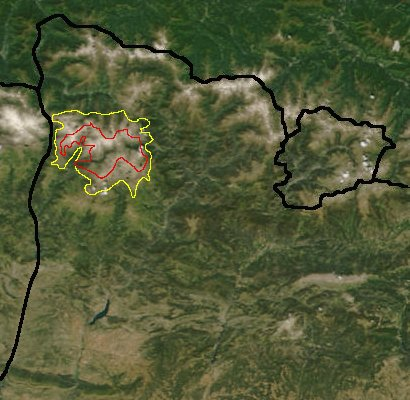
Satellitenbild der östlichen Pyrenäen: Gelb bezeichnet die äußere Zone des Parks, rot die innere (dunkle Linien: Regional- und Landesgrenzen).

Der Nationalpark bedeckt eine Fläche von 40.852 ha, wobei eine innere und eine äußere Schutzzone unterschieden werden. Die innere Zone, der eigentliche Nationalpark, ist 14.119 ha groß. Die 26.733 ha der äußeren Zone sollen sie vor dem Einfluss des Menschen schützen.
Die innere Zone gehört im Wesentlichen zu den Gemeinden im Vall de Boí und Espot. Auf der Seite von Boí unterscheidet man das Tal des Sant Nicolau und den Oberlauf des Flusses Noguera de Tor. Zwischen den Seen Llong und Llebreta fließt der Sant Nicolau in den charakteristischen Mäandern. Sie entstanden, als sich frühere Gletscherseen mit Sedimenten füllten.
Bei Espot befinden sich der Riu Escrita und der See Estany de Sant Maurici. Dieser See wird, wie andere Seen im Park, als Reservoir für ein Pumpspeicherkraftwerk genutzt. Der See liegt am Fuß des imposanten Bergkette Els Encantats (span. Los Encantados). Die Ansicht des Estany de Sant Maurici mit den Encantats im Hintergrund ist eines der „Markenzeichen“ des Parks.
In der äußeren Zone liegen die Gemeinden Vielha und Vilamòs in der Comarca Val d’Aran, Vilaller und Vall de Boí in Alta Ribagorça, Torre de Cabdella in Pallars Jussà sowie Espot, Alt Àneu, Esterri d’Àneu, La Guingueta d’Àneu und Sort in der Comarca Pallars Sobirà. In dieser Randzone gibt es Gebiete von großer landschaftlicher Schönheit und von hohem Wert für den Naturschutz. Dazu gehören der Wald von Mata de València d’Àneu, die Täler von Gerber und Cabanes, die Gletscherkare von Colomers, Tord und Saboredo, das Ufer des Valarties, die Seen von Cabdella und Gèmena, der Gipfel des Montardo und viele andere.

## Geschichte
Die Besiedlung der Pyrenäen-Hochlagen begann mit dem Ende der letzten Eiszeit. Im Gebiet des heutigen Nationalparks konnte sich keine Ansiedlung auf Dauer halten. Allerdings erreichte der Nutzungsdruck im 19. und zu Beginn des 20. Jahrhunderts seinen Höhepunkt, als die Abholzung zunahm und die Nutzung der Wasserkraft begann.
Bereits im Jahre 1932 wurde im Pla Macià (einem städteplanerischen Entwurf für den Großraum Barcelona) die Einrichtung eines Nationalparks in den Hochlagen der Pyrenäen erwogen. Allerdings wurde er als Parque Nacional Aiguas Tortas y Lago de San Mauricio erst am 21. Oktober 1955 durch einen Erlass des Landwirtschaftsministeriums auf einer Fläche von zunächst 9.851 ha ausgewiesen. Damals war er der fünfte Nationalpark Spaniens und nach dem Nationalpark Ordesa y Monte Perdido der zweite in den Pyrenäen.
Mit Annahme des Autonomiestatuts von Katalonien 1979 wurde die Generalitat de Catalunya für die Einrichtung und Verwaltung der Naturschutzgebiete zuständig. Am 30. März 1988 schlug sie eine Erweiterung des Nationalparks vor, die auch die traditionellen Nutzungen neu regeln sollte. Mit dem Gesetz 22/90 vom 28. Dezember 1988 wurden die Grenzen der äußeren Zone, die Zusammensetzung seines Verwaltungsrats und die zulässigen Nutzungen neu festgelegt. Am 5. Juli 1996 wurde der Park auf die heutige Fläche von 14.119 ha erweitert.

## Geographie

### Flüsse
Auf der Seite des Noguera de Tor:
- Riu de Sant Nicolau
- Riu de Sant Martí (span.: Río de San Martín)

Auf der Seite der Garona:
- Valarties
- Aiguamoix
- Garona de Ruda

Im Talkessel des Noguera Pallaresa:
- Riu Cabanes
- Riu Escrita
- Flamisell

### Seen

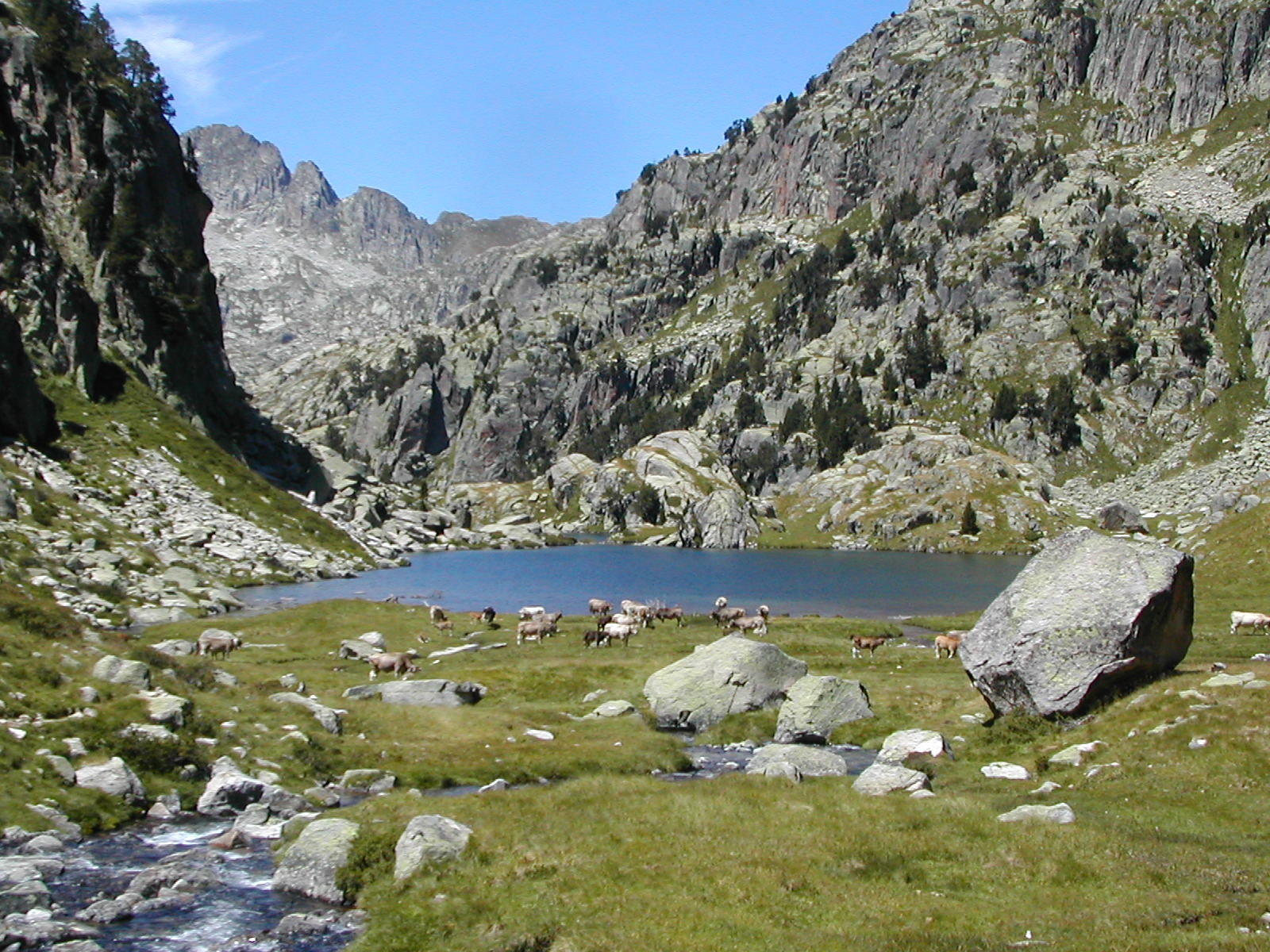
Gletschersee im Nationalpark

Im Nationalpark gibt es etwa 80 Seen. Die wichtigsten sind: Llebreta, Serrader, Contraig, Llong, Mussoles, Ribera, Major, Dellur, Redó, Negre de Portarró, Ratera, Barbs, Munyidera, Gran d’Amitges, Sant Maurici, Negre de Peguera.
Im nördlichen Teil der äußeren Zone liegen die Seen Rius, Tort de Rius, de Mar, Restanca, Monges, Travessany, Mangades, Major de Colomers, Obago, Major de Saboredo, Saboredo de Dalt, Sant Gerber, Xemeneia, Negre oder de Cabanes.
Im Süden liegen Pesso, Castieso, Marto, Eixerola, Cubesso, Neriolo, Tort, Saburó, Vidal, Colomina, Frescau, Reguera, Fosser, Ribanegra, Salat, Morera und Gento.

### Berge
Höchste Berge

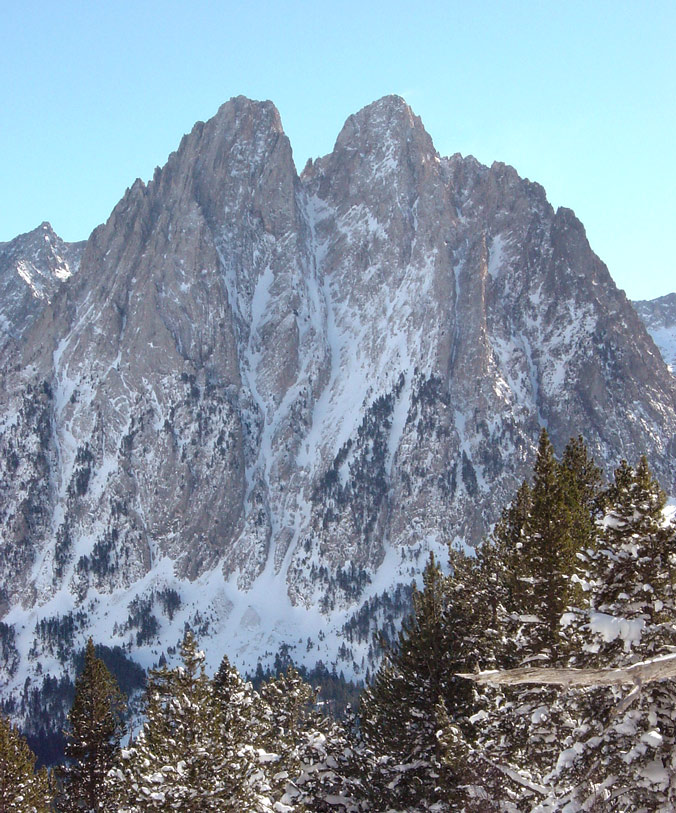
Els Encantats (span. Los Encantados), zwei Gipfel im Nationalpark

- Pic de Comaloformo (span. Pico de Comaloformo), 3033 m
- Besiberri Nord (span. Besiberri Norte), 3015 m
- Besiberri Sud (span. Besiberri Sur), 3017 m
- Punta Alta, 3014 m

Bekannteste Gipfel
- Montardo, 2833 m
- Gran Tuc de Colomers, 2933 m
- Gran Encantat (span. Gran Encantado), 2747 m
- Tuc de Ratera, 2857 m
- Pic de Peguera (span. Pico de Peguera), 2942 m
- Pic de Subenuix (span. Pico de Subenuix), 2949 m

Die eindrucksvollsten Gipfel sind Peguera (2982 m) und die Encantats (2745 m).

## Biologie
Die schroffen Berge der Hochpyrenäen ermöglichen das Vorkommen sehr verschiedenartiger Ökosysteme. Dies liegt zum einen an den Höhenunterschieden, zum anderen an der Ausrichtung der Hänge. Auf allen Höhenstufen gibt es kleine, schattige Ökosysteme, wie die Ufer schnell fließender Bäche oder stiller Seen.

### Vegetation

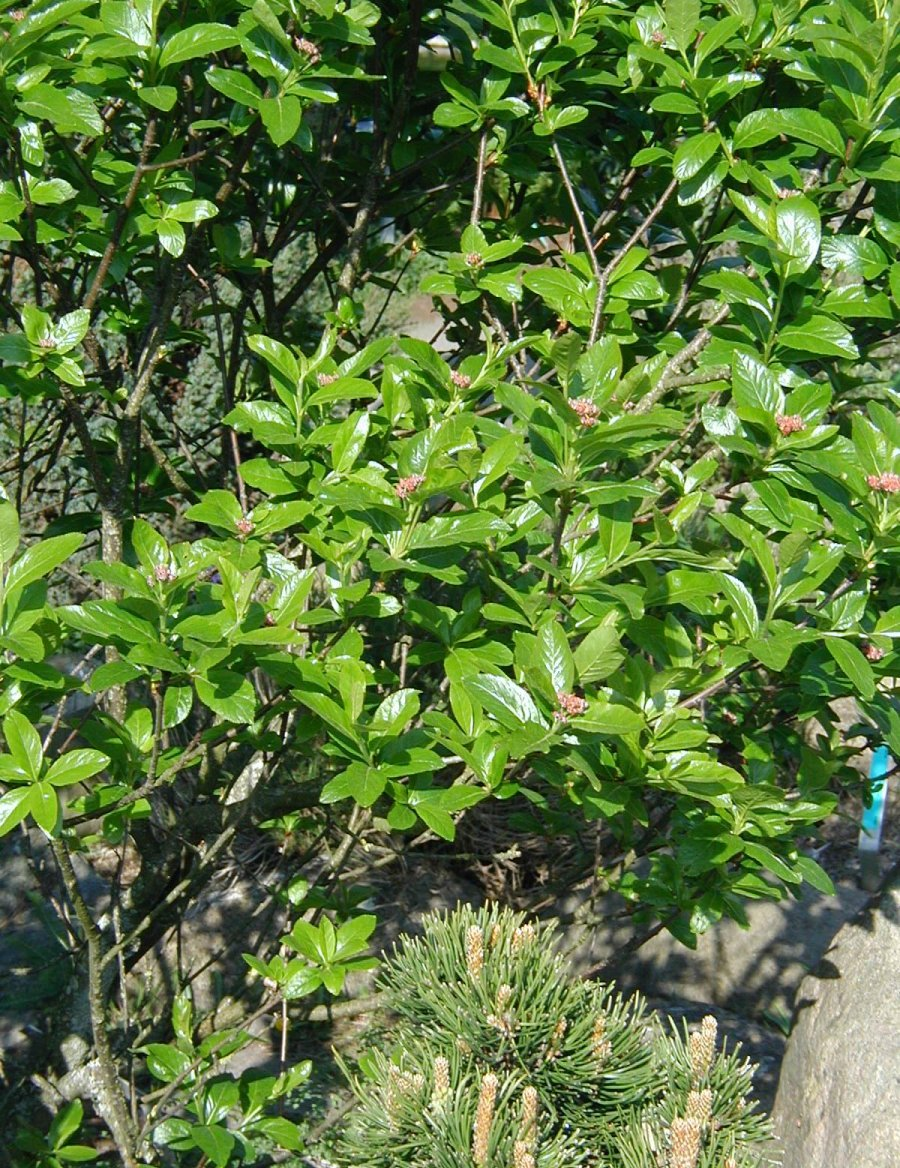
Blätter und Blütenknospen der Zwerg-Mehlbeere (Sorbus chamaemespilus)

Auf großen Flächen stehen dichte Nadelwälder, die vor allem aus Weißtannen, Waldkiefern und Bergkiefern zusammengesetzt sind. In der montanen Stufe findet man vor allem Laubwälder: Birke, Eiche, Zitterpappel und Rotbuche. Daneben gibt es dort auch Kiefern- und Tannenwälder. Die Tannenwälder enthalten in ihrer Strauchschicht auch die Vogelbeere (Sorbus aucuparia) und die mit ihr verwandte Zwerg-Mehlbeere (Sorbus chamaemespilus).
Auf der subalpinen Stufe zwischen 1700 und 2300 m Höhe bildet die Bergkiefer lichte Wälder mit einer Strauchschicht aus Rhododendren, Heidelbeeren, Wacholder, der Echten Bärentraube und Ginster.
Auf den alpinen Rasen oberhalb von 2300 m gibt es keine Bäume mehr, dafür kann man dort zahlreiche Arten aus der alpinen Flora antreffen, wie Enzian-, Steinbrech- oder Hahnenfuß-Arten. Auch die Arten in den zahlreichen Seen und Mooren sind sehr wichtig. Viele der Pflanzen in dieser Höhenstufe sind in den Pyrenäen endemisch, andere haben ein boreo-alpines oder arkto-alpines Verbreitungsgebiet.

### Fauna

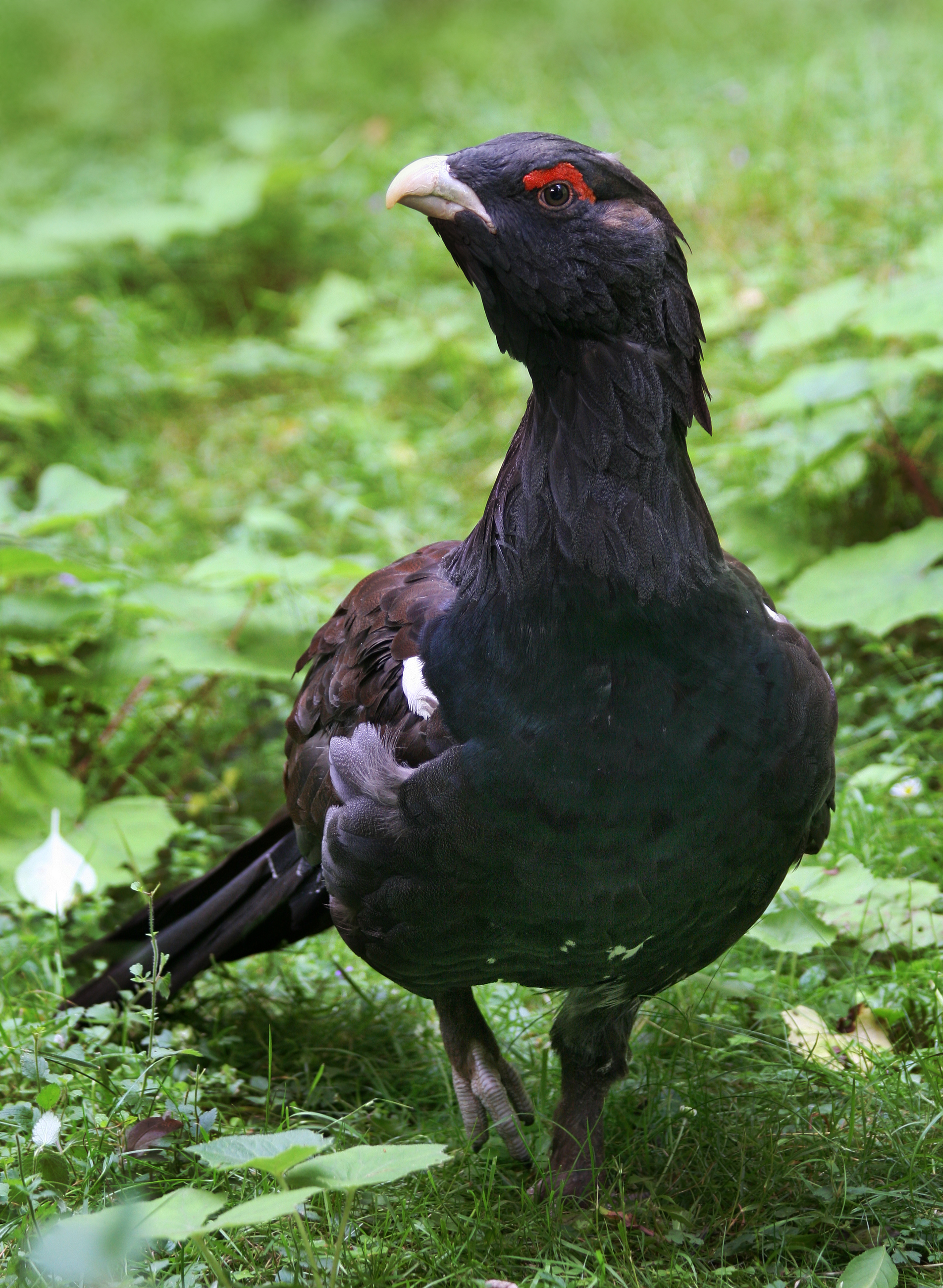
Auerhahn (Tetrao urogallus)

Im Nationalpark leben etwa 200 Tierarten, von denen fast zwei Drittel Vögel sind. Herauszuheben sind das Vorkommen von Auerhuhn, Steinadler, Bartgeier, Alpenschneehuhn, Schwarzspecht und Mauerläufer. Man findet auch Sperlingsvögel wie Eichelhäher, Bachstelze, Schneefink, Waldbaumläufer und Steinrötel.
Bemerkenswerte Säugetiere sind Gämsen, Wildschweine, Hermelin, Baummarder, Siebenschläfer, Eichhörnchen und das Alpenmurmeltier (das vom Menschen angesiedelt wurde).
In den beiden wichtigsten Flüssen, dem Sant Nicolau und dem Escrita, gibt es Forellen. An ihren Ufern lebt der Pyrenäen-Desman. Oberhalb von 2000 m, in den Seen und Bächen des Hochgebirges, kommt der seltene Pyrenäen-Gebirgsmolch vor. Der Grasfrosch ist dagegen sehr häufig. Man findet auch Reptilien wie die Gelbgrüne Zornnatter.

## Geologie und Klima
Das Innere des Nationalparks bietet ein gutes Beispiel für die Geologie der Pyrenäen. Die Granit- und Schiefergesteine, die das Gebiet prägen, stammen aus dem Erdaltertum. Der geologische Charakter der zentralen Pyrenäen wird einerseits durch die Anhebung während des Tertiär, andererseits durch die Vergletscherung während des Quartär geprägt. Die U-Form der Trogtäler ist ein beeindruckendes Beispiel für die erosive Kraft der eiszeitlichen Gletscher. Heute ist das Wasser der wichtigste landschaftsprägende Faktor. Es ließ die Mäander des Riu Sant Nicolau entstehen, ebenso die zahlreichen Seen. Die Seen im Nationalpark bilden das wichtigste Seengebiet der Pyrenäen.
Die mittlere Temperatur im Gebiet des Nationalparks schwankt zwischen 0 und 5 °C. Der Winter im Hochgebirge ist sehr kalt, und in den höchsten Lagen liegen die Temperaturen vier Monate lang unter dem Gefrierpunkt. Die jährlichen Niederschläge liegen zwischen 900 und 1300 mm und verteilen sich auf etwa 150 Niederschlagstage. An mindestens 100 dieser 150 Tage fallen die Niederschläge in Form von Schnee.

## Nutzung
Die Flächen des Nationalparks sind im staatlichen, kommunalen oder privaten Besitz. Der Leitplan des Parks regelt den Gebrauch seiner natürlichen Ressourcen. Neben dem Tourismus sind die traditionellen Nutzungen, wie sie vor der Einrichtung des Nationalparks üblich waren, zugelassen.

### Verwaltung
Der Nationalpark wird nach einem Verwaltungsplan verwaltet, der vom katalanischen Parlament verabschiedet wurde. Leitende Organe sind das Patronato del Parque und die Comisión Permanente, die ihre Sitze in Boí und Espot haben. Die Verwaltung obliegt dem Departamento de Medio Ambiente y Hábitat, Dirección General del Medio Ambiente Natural, Servicio de Parques.

### Tourismus

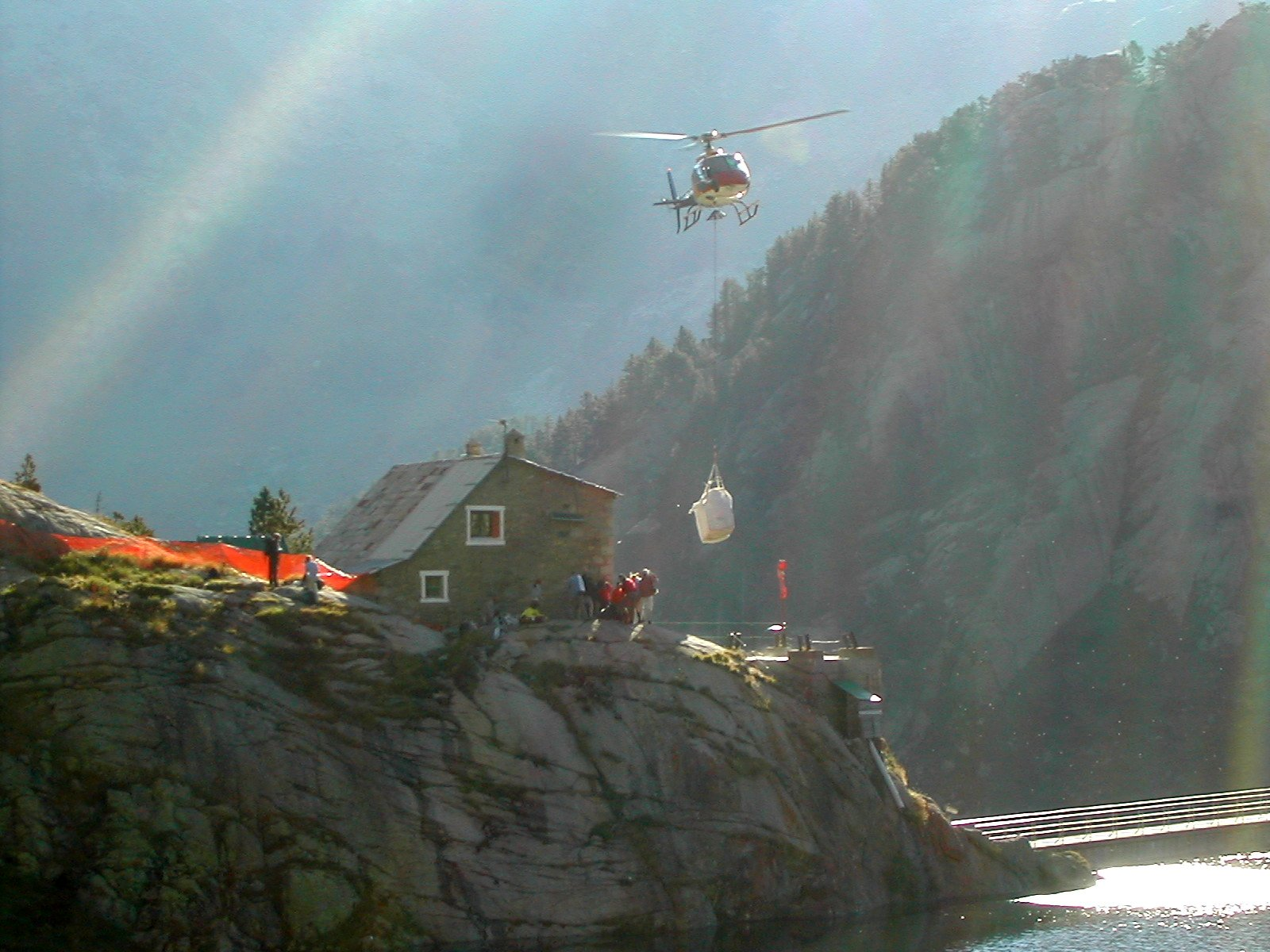
Das Refugi Colomers wird per Hubschrauber beliefert

Der Nationalpark Aigüestortes i Estany de Sant Maurici ist für den Tourismus in der Region sehr wichtig, vor allem während der Sommermonate.
Die Besucher müssen sich an strenge Vorschriften zum Schutz der Natur halten. Zu Fuß darf man sich im Park frei bewegen, aber das Zelten, das Sammeln von Pflanzen, Jagen und Fischen sind nicht zulässig. Die Zufahrt mit Privatfahrzeugen ist nicht gestattet, lediglich Taxis dürfen von Espot oder dem Tal von Boí aus Besucher in den Park befördern.
Während des Sommers bevölkern zahlreiche Wanderer sämtliche Wege im Nationalpark. Der Pyrenäen-Fernwanderweg GR 11 führt von der Atlantikküste zum Cap de Creus mitten durch den Park.
Innerhalb der Grenzen des Nationalparks kann man in Berghütten (auf Katalanisch „refugi“) übernachten, die allerdings nur während der Sommermonate bewirtschaftet werden.

### Viehwirtschaft
Die Hochgebirgsrasen im heutigen Park wurden jahrhundertelang von Hirten als Weideflächen genutzt. Der Schutz der lokalen Wirtschaft ist nicht der einzige Grund, weshalb im Nationalpark die traditionelle Weidewirtschaft erlaubt blieb. Die jahrhundertelange Beweidung hat den Naturhaushalt und die Artenzusammensetzung der Rasenflächen nachhaltig verändert.

### Wasserkraft

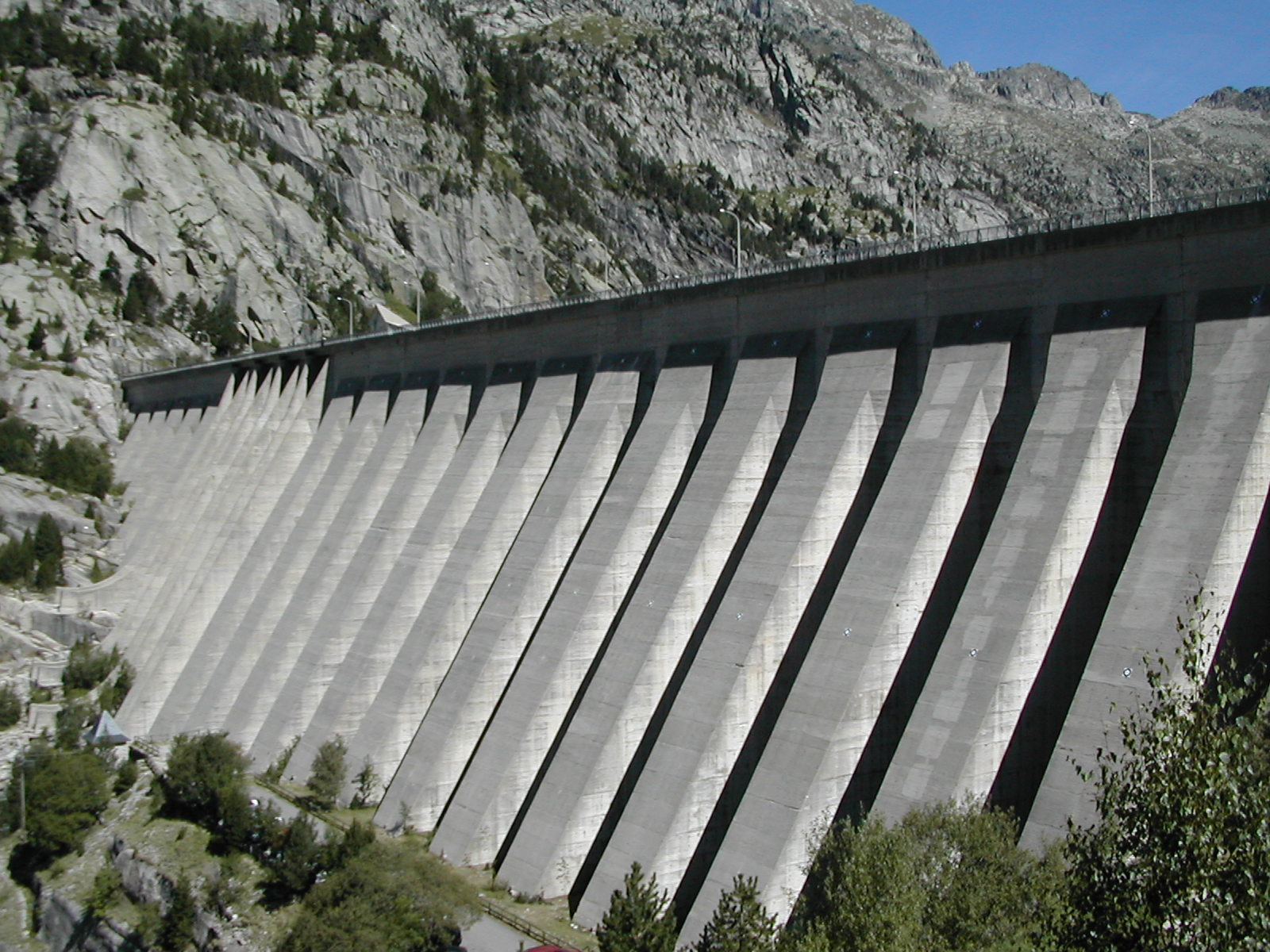
Staudamm von Cavallers

Obwohl es im Park selbst kein einziges Wasserkraftwerk gibt, wird mit seinen Wasserreserven außerhalb der geschützten Zone Strom erzeugt. Zu diesem Zweck gibt es im Nationalpark zahlreiche unterirdische Kanäle.
Die Kraftwerke, die das Wasser des Parks nutzen, sind:
- Wasserkraftwerk Sant Maurici (span. San Mauricio) in Espot, das von dem im Estany de Sant Maurici gestauten Wasser gespeist wird.
- Wasserkraftwerk Sallente-Estany Gento in Torre de Cabdella, das mit Hilfe eines ausgedehnten Netzes unterirdischer Kanäle versorgt wird. Sie wurden Anfang des 20. Jahrhunderts gebaut und beziehen neben einigen kleineren auch die Seen Cubieso, Mariolo, Tort, Saburó und de Mar mit ein. Das Kraftwerk Sallente-Lago Gento arbeitet reversibel, kann also in Zeiten geringen Strombedarfs Wasser vom tiefgelegenen See Sallente in den hochgelegenen Estany Gento pumpen.
- Wasserkraftwerk Caldes im Tal von Boí, das das im Staudamm von Cavallers gestaute Wasser und den Fluss Sant Nicolau nutzt.